# Шестаков (село)
Шестаков (укр. Шостаків) — село в Дядьковичской сельской общине Ровненского района Ровненской области Украины.
Население по переписи 2001 года составляло 126 человек.